# Gamma 3
| Recensione | Giudizio |
| ---------- | -------- |
| AllMusic   | [ 1 ]    |

Gamma 3 è il terzo album del gruppo statunitense dei Gamma, pubblicato nel 1982.

## Tracce
Testi e musiche di Ronnie Montrose, Mitchell Froom e Jerry Stahl, tranne dove indicato.
1. What's Gone Is Gone – 5:30
2. Right the First Time – 3:47
3. Moving Violation – 3:36 (Montrose, Froom, Stahl, Denny Carmassi)
4. Mobile Devotion – 6:34
5. Stranger – 3:00 (Froom, Stahl)
6. Condition Yellow – 4:08 (Montrose, Froom, Carmassi)
7. Modern Girl – 3:35
8. No Way Out – 4:05
9. Third Degree – 3:47

## Formazione
Gruppo
- Davey Pattison - voce
- Ronnie Montrose - chitarra
- Mitchell Froom - tastiere
- Glenn Letsch - basso
- Denny Carmassi - batteria

Produzione
- Ronnie Montrose - produzione
- Jim Gaines - ingegneria del suono